# Wadu Ruka
Wadu Ruka is een bestuurslaag in het regentschap Bima van de provincie West-Nusa Tenggara, Indonesië. Wadu Ruka telt 1704 inwoners (volkstelling 2010).